# Os Mutantes
Os Mutantes (в переводе — Мутанты) — психоделическая рок-группа, появившаяся в 60-х годах в Бразилии, к концу 70-х распалась, а в 2006 году снова собрались на Pitchfork Festival. Команда была организована Арнальдо Баптиста, Серхио Диасом и Ритой Ли, отвечающей за вокальные партии почти всех песен. Группа из Сан-Паулу считается одной из главных в бразильском течении Тропикалии. У Os Mutantes на протяжении всей карьеры возникали проблемы с властями. Не менее серьёзные проблемы были у участников группы с наркотиками. В конце позапрошлого года Серхио Диас объявил, что Os Mutantes готовят новый альбом. С некоторыми композициями им помогает Девендра Банхарт.

## Дискография
- Os Mutantes (1968)
- Mutantes (1969)
- A Divina Comédia ou Ando Meio Desligado (1970)
- Tecnicolor (1970)
- Jardim Elétrico (1971)
- Mutantes e Seus Cometas no País do Baurets (1972)
- O A E O Z (1973)
- Tudo Foi Feito Pelo Sol (1974)
- Ao Vivo (1976)
- Haih or Amortecedor (2009)
- Fool Metal Jack (2013)
- Zzyxz (2020)